# 提子墨
提子墨（英文筆名: Tymo Lin）是一名小說作家、專欄作家、書評人與翻譯；為台灣首位同時獲得英國犯罪作家協會會員，與加拿大犯罪作家協會PA會員資格之作家。他崛起於第四屆「島田莊司推理小說獎」決選入圍，目前為博客來推理藏書閣的選書人與書評人、東森ETtoday新聞雲簽約專欄作家。
他出生於臺灣臺北市，現定居加拿大卑詩省，溫哥華電影學院-3D動畫與電影視覺特效科系畢；皮特門學院-電腦出版與微軟研究科系畢。
2016年起，美國舊金山市立圖書館將提子墨的推理小說《熱層之密室》、《火鳥宮行動》、《幸福到站，叫醒我》與《追著太陽跑，一頭栽進去用力戰勝自己！》典藏入館。提子墨於台灣、美國與加拿大三地有經常性演講、講座、新書發表會，為一名在海外宣傳台灣推理與出版品之華文作家。

## 略歷
在美國與加拿大多間華文報章雜誌，擔任過近九年的專欄作家。曾任舊金山《品》雜誌旅遊專欄作家、紐約世界報系《世界周刊》「墨眼看天下」專欄作家、台灣《Mass-Age》「全球移民後遺症」專欄作家。
自2015年起提子墨轉型成為專職小說作家，三年內已推出七本出版品。2018年，亦參與了馬可孛羅文化之提案，合作翻譯了「美國推理作家協會」之著作《推理小說祕笈》（Writing Mysteries），於年底在台灣正式上市。他的小說作品《幸福到站，叫醒我》（Wake Me Up at Happyland）榮獲台灣文化部與TiBE遴選為2018年德國「法蘭克福書展」台灣主題館的參展小說之一。
同年，他通過了英國犯罪作家協會的會員資格審核後，旋即推出以英國皇室成員為探案主角的推理小說《星辰的三分之一》，探討在英倫上流社會所藏污納垢的醜聞與謎案。

## 獲獎／入圍
第四屆「島田莊司推理小說獎」決選入圍
第十屆「台灣推理作家協會徵文獎」初選入圍

## 媒體訪問
- FM 92.3 美國The Universal FM「非常品味」2013-03-20，主持人依林專訪[11]
- FM 96.1 美國星島中文電台「焦點訪談」2016-06-10，主持人海翔專訪[12]
- FM 96.1 美國星島中文電台「焦點訪談」2017-06-09，主持人海翔專訪[13]
- AM 1050 休斯頓時代華語廣播電台「時代生活」2017-06-14，主持人舒婷專訪
- 台灣宏觀電視「僑社新聞」2017-07-05，主播黃瀞儀，採訪黃本初[14]

## 作品列表
長篇推理小說
- 《熱層之密室》（2015）繁體版／皇冠文化，第四屆「島田莊司推理小說獎」決選入圍作品（ISBN 978-9-5733-3179-7）[15][16]
- 《熱層之密室》（2016）簡體版／百花文藝（ISBN 978-7-5306-7046-0）[17]
- 《火鳥宮行動》（2016）秀威-釀出版（ISBN 978-9-8644-5126-5）[18][19][20][21]
- 《水眼：微笑藥師探案系列》（2017）秀威-要有光（ISBN 978-9-8693-5678-7）[22]
- 《幸福到站，叫醒我》（2017）尖端（ISBN 978-9-5710-7827-4）
- 《星辰的三分之一》（2018）尖端（ISBN 978-9-5710-8310-0）

翻譯作品
- 《推理寫作祕笈》（2018）馬可孛羅文化，譯者：提子墨 / 譚端 / 黃羅 / 舟動（ISBN 978-9-5787-5943-5）

旅遊散文集
- 《追著太陽跑，一頭栽進去用力戰勝自己！》（2016）秀威-釀出版（ISBN 978-9-8644-5169-2）[23][24]

中短篇小說
- 《結髮白頭》（2010/03/16~2010/05/10）僑報「文學副刊」連載
- 《伊努克修柯》（2009）「紅杉林」夏秋合刊
- 《原來我們曾經相識過》（2007/08/25）聯合報
- 《奧狄賽之門》（2007/12/20~2007/12/29）世界日報「小說世界」連載
- 《死亡之花》（2007/06/12~2007/06/17）世界日報「小說世界」連載
- 《須臾》（2007/04/08）世界日報「小說世界」
- 《喉嚨》（2007/01/23）世界日報「小說世界」
- 《清客》（2007/03/09~2007/03/13）世界日報「小說世界」連載
- 《他愛我，她不愛我》（2009/10/21）僑報「文學副刊」

散文
- 《元月一日死亡记事》（2009/12/18）僑報「文學副刊」
- 《我不是牛魔王》（2010/03/10）僑報「文學副刊」
- 《我在外島當兵的日子》（2009/06）澳洲 SameWay Magazine「談文說藝」
- 《在咖啡廳遇見惡魔》（2011/10/29）美國城市報「都市廣場」

報導文學
- 《世界遺忘的台灣》（2007/09/17）中時電子報
- 《郎德山的百年魔幻》（2009/07）世界周刊／封面專題
- 《五光十色 歡慶文化冬奧》（2010/03）世界周刊／封面專題
- 《我們的食物安全嗎？》（2010/03）世界周刊
- 《賈伯斯的蘋果核戰》（2010/03）世界周刊／封面專題
- 《一位孩童一台筆電的築夢工程》（2010/04）世界周刊
- 《你是不是怪獸家長》（2010/04）世界周刊
- 《迎接機器人的新世紀》（2010/07）世界周刊
- 《FACEBOOK網路夢靨》（2010/07）世界周刊
- 《韓流背後的全方位經營哲學》（2010/08）世界周刊
- 《日本動漫次文化延燒北美》（2010/10）世界周刊
- 《3D科技大行其道》（2010/10）世界周刊
- 《絢爛回歸樸實的平價生活》（2010/10）世界周刊
- 《車床族的車震獵奇》（2010/10）世界周刊
- 《你的智慧型手機被監視了嗎？》（2010/12）世界周刊
- 《樂活到最後：為生命落幕的天使》（2011/01）世界周刊

## 演講／講座
【美國】
2016 舊金山推理之行
- 「從阿嘉莎到島田。從古典推理到二十一世紀新本格」- 2016/06/11 ，於加州「舊金山市立總圖書館」

2017 秀威作家 北美巡迴講座
- 「追著太陽跑，一頭栽進去用力戰勝自己！」2017/06/10早上，於加州「舊金山市立總圖書館」[25]

- 「追著太陽跑，一頭栽進去用力戰勝自己！」2017/06/10下午，於加州聖荷西庫比蒂諾「世界生活館」[26]
- 「追著太陽跑，一頭栽進去用力戰勝自己！」2017/06/11，於加州灣區「南灣華僑文教中心」[27]
- 「追著太陽跑，一頭栽進去用力戰勝自己！」2017/06/17，於德州達拉斯「達拉斯華人活動中心」[28]
- 「追著太陽跑，一頭栽進去用力戰勝自己！」2017/06/18，於德州休士頓「休士頓中華文化服務中心」[29]

【台灣】
- 「異度空間殺人事件：不可能的犯罪進化論」- 2015/10/03 ，與薛西斯於「 偵探書屋 Murder Ink」[30]
- 「寫作心機女Vs.時空穿梭男」2016/07/10 ，與紀昭君於「高雄國際書展」大舞台
- 「寫作心機女Vs.時空穿梭男」2016/07/16 ，與紀昭君於「新北市青少年圖書館」[31]
- 「輕一點推理！硬一點奇幻！辯一辯行不行？」2016/07/31，與張渝歌及月亮熊於「金車文藝中心」[32]
- 「追著太陽跑X吃喝玩樂話矽谷，樂活比你想得更簡單！」2017/02-04，與周典樂於「國家書店」
- 「矽谷的吃喝玩樂探索，陽光燦爛的世界行腳」2017/02/10，與周典樂於「台北國際書展」A403[33]
- 「水怪Vs.外星人大爆走：談推理世界的地外文明與UMA神祕生物」2017/02/10，於「台北國際書展」文化沙龍[34]
- 「UFO、UMA異種與星際旅行的關鍵時刻」2017/02/12，與航太博士傅鶴齡教授於「台北國際書展」A403[35]
- 「從建構推理小說的世界觀，到宣傳台灣推理的無國界」2017/10/21，於「金車文藝中心」[36]
- 「推理系╳絲綢系╳幸福繪師｜不瞌睡對談會」2018/02/08，與Josef Lee、薛西斯及月亮熊於「偵探書屋 Murder Ink」[37]
- 「溫蒂．沃克（Wendy Walker）與台灣推理作家交流會」2018/02/09，主持人於「偵探書屋 Murder Ink」
- 「在環遊世界之際，端看不同國家如何關愛他們的本土推理？」2018/02/24，於「臺中市立圖書館清水分館」

## 外部連結
- 提子墨-官方網站 （页面存档备份，存于）
- 提子墨-英國犯罪作家協會 （页面存档备份，存于）
- 提子墨-加拿大犯罪作家協會 （页面存档备份，存于）
- 提子墨-博客來推理藏書閣 （页面存档备份，存于）
- 提子墨-臉書粉專 （页面存档备份，存于）
- 提子墨-新浪微博